# Kogurea ezoensis
Kogurea ezoensis là một loài Trichoptera trong họ Limnephilidae. Chúng phân bố ở miền Cổ bắc.